# کرایسلر پی‌تی کروزر

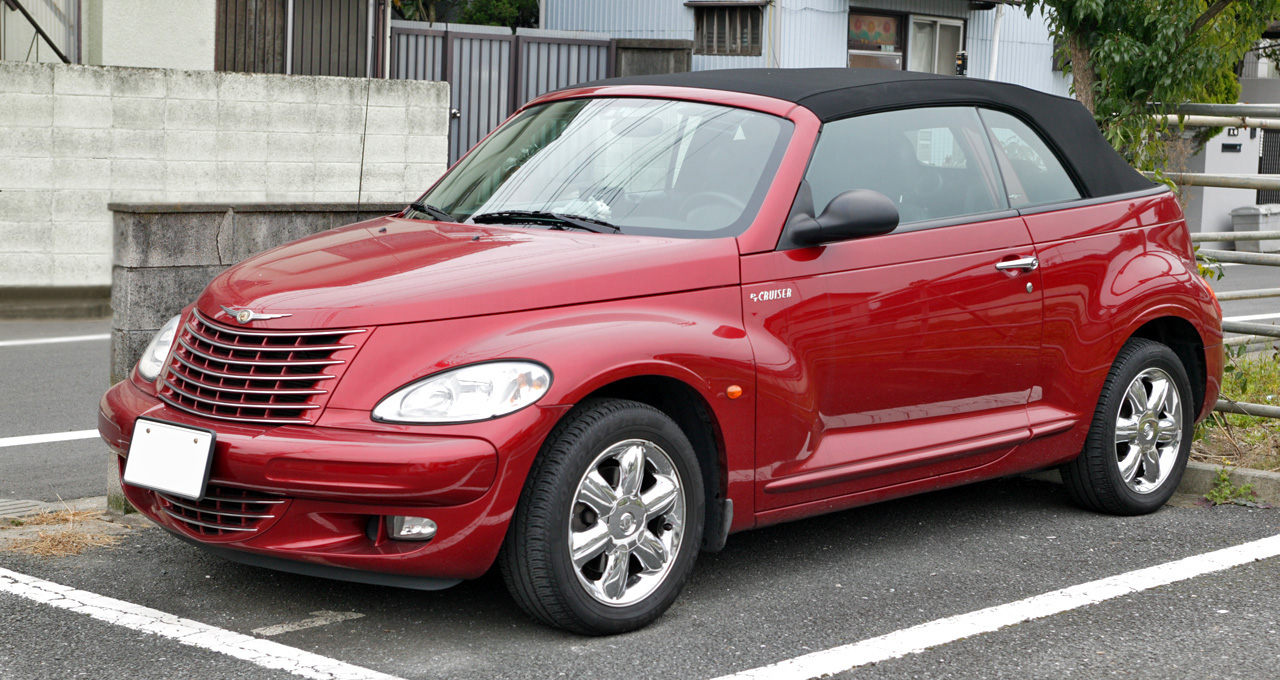

کرایسلر پی‌تی کروزر (Chrysler PT Cruiser) نام یک اتومبیل ساخت شرکت کرایسلر است که در سال‌های ۲۰۰۰ تا ۲۰۱۰ در مکزیک، گراتس و اتریش تولید شده‌است. طراحی آن خودروهای موتور جلو-محور جلو بوده طول آن در حالت طبیعی ۱۶۸٫۸ اینچ (۴٬۲۸۸ میلیمتر) و عرض آن در حالت طبیعی ۶۷٫۱ اینچ (۱٬۷۰۴ میلیمتر) و ارتفاع آن در حالت طبیعی ۶۳ اینچ (۱٬۶۰۰ میلیمتر) است. سیستم جعبه‌دندهٔ آن ۴ دنده به دو صورت خودکار و دستی است.